# 琼·维克斯
琼·维克斯（Jon Vickers，1926年10月29日—2015年7月10日），加拿大戏剧男高音，音乐博士，加拿大勋章获得者。

## 生平
1926年出生于萨斯喀彻温亚伯特王子市，他在一家八个孩子之中排第六。1950年，他获得奖学金在皇家音乐学院 (多伦多)学习歌剧。1957年维克斯进入伦敦的皇家歌剧院柯文特花园公司。1960年他到大都会歌剧院发展。他演唱的意大利和德国歌剧为他赢得了世界声誉。他是典型的“英雄男高音”，很适合演唱瓦格纳的歌剧，但其个人哲学观使得他对瓦格纳的歌剧角色有所保留。他另一个名角色是在威尔第歌剧《阿依達》中的拉达梅斯和《奧泰羅》里面的主角摩尔人奧泰羅。他分别在塞拉芬和卡拉扬手下录制过两次《奧泰羅》。  
1968年他获得了加拿大勋章。
1953年他与 Henrietta Outerbridge 结婚，并育有五个孩子。
2015年7月10日，瓊‧維克斯於加拿大安大略省過世，享壽88歲。

## 录音（部分）
- 1962年 费德里奥里面的弗罗伦斯坦，克伦佩勒指挥
- 1962年 女武神里面的齐格蒙德，萊因斯多夫指挥
- 1967年 尼伯龙根的指环里面的齐格蒙德，卡拉扬指挥
- 1973年 奧泰羅中扮演奧泰羅，卡拉扬指挥